# Muratlı

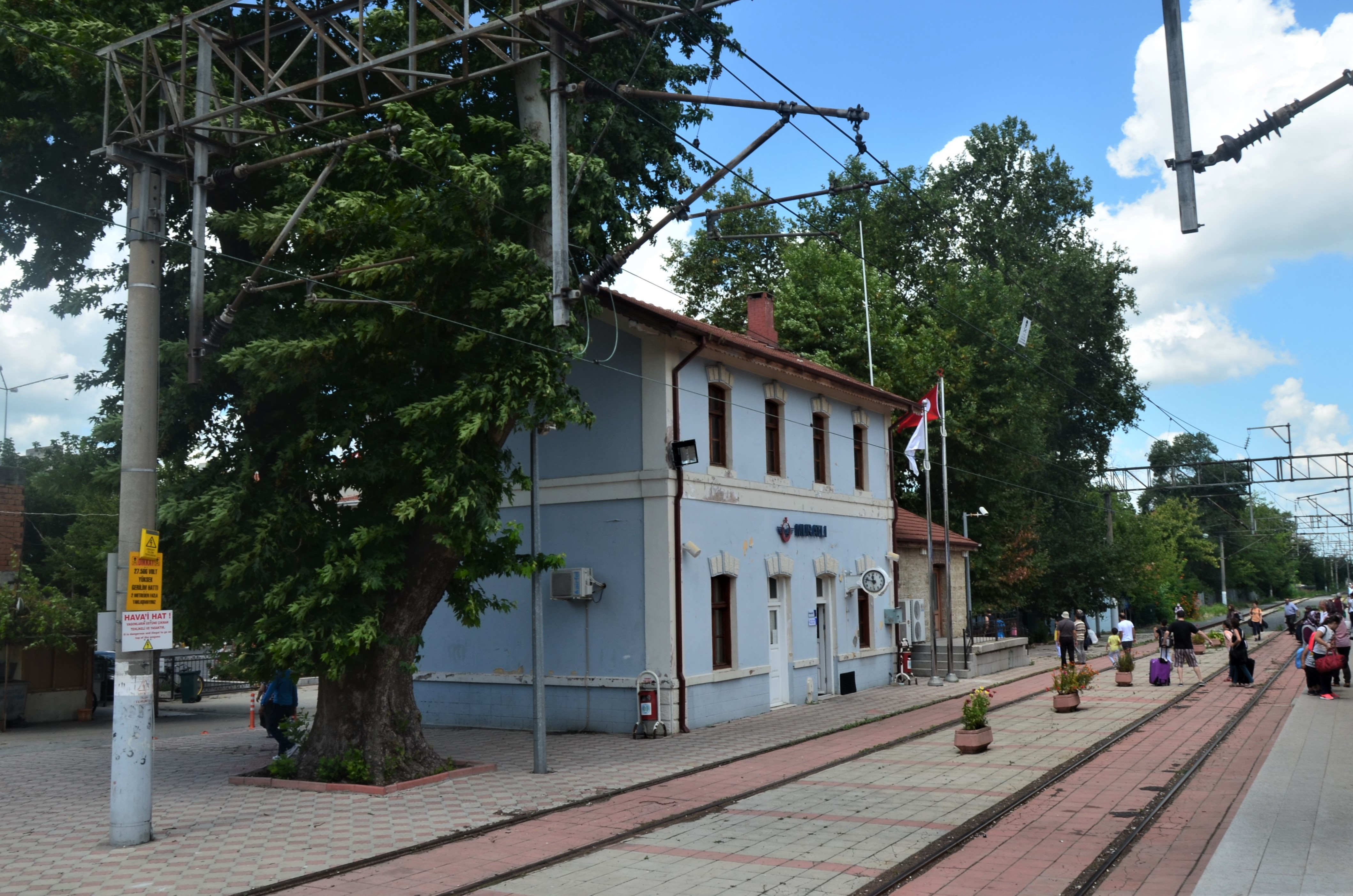
Muratlı train station

Muratlı là một huyện thuộc tỉnh Tekirdağ, Thổ Nhĩ Kỳ. Huyện có diện tích 427 km² và dân số thời điểm năm 2007 là 25962 người, mật độ 61 người/km².